# 조승수
조승수(趙承洙, 1963년 1월 22일~)는 대한민국의 정치인이다. 제17·18대 국회의원으로 재임하였다. 정의당의 상임고문이었다.
동국대학교 생명자원경제학과 학사, 그리고 울산대학교 지역개발대학원 행정학 석사 과정, 동국대학교 일반대학원(북한학과 정치학 박사 과정 수료)을 나왔다. 1991년 2월부터 1992년 3월까지 민중당 당무위원 등을 지냈다. 2004년 민주노동당의 17대 국회의원에 당선되었으나, 사전선거운동 혐의로 2005년 국정감사 기간 중 9월 29일 의원직을 박탈당했다. 이후 민주노동당에서 탈당하여, 진보신당 연대회의를 창당하는 주역이 되었다. 2009년 4.29 재보궐선거에서 진보신당 소속으로 울산 북구에 다시 출마해 당선되었다.
2011년 10월 6일 민주노동당과 진보신당의 통합 실패에 책임을 지고 통합진보정당 건설에 매진하겠다는 의사를 밝히며 진보신당에서 탈당하였다. 이후 통합진보당 합류를 위해 새진보통합연대를 창당했고 진보정당 통합 안건이 가결되어 통합진보당에 합류하였다. 2010년 진보신당 당원들이 참여한 당대표단 선거에서 96.1%의 찬성률로 제3기 진보신당 연대회의 당대표(2010~2011)를 맡았다.
2010년 북한의 연평도 포격에 대한 국회의 규탄 결의안에 유일하게 반대표를 행사해서 논란을 일으켰다. 그는 "군사적 대응 방식만 들어가고 평화적 통일 방안에 대해 논의하지 않은 결의문은 찬성할 수 없다"는 것을 이유로 들었다.
2012년 통합진보당을 탈당해 진보정의당 창당에 합류하였다.

## 생애

### 학생운동에서 국회의원 첫 당선까지
1996년, 동국대학교 생명자원경제학과를 졸업했다. 원래 1981년에 입학했으나 1982년, 살인마 전두환 군사독재 세력을 쳐서 거꾸러뜨리는 내용의 교내 시위를 주도하다가 제적당했었다. 조승수는 이 사건으로 구속돼 수감당했다가 이듬해인 1983년 8월에 출소했다. 그 후 울산 등지에서 노동운동을 전개하다가 1986년 10월, 국가보안법 위반으로 다시 구속당한 후 다음해인 1987년 9월에 출소했다. 조승수는 출소해 울산에 사회과학을 취급하는 서점 '신새벽서점'을 개설했다.
1989년, 지금은 현대중공업으로 통합된 '현대엔진'의 노동자들을 테러한 사건인 '1.8 식칼테러사건'이 발생한다. 조승수는 이 사건으로 말미암아 국가보안법 위반 혐의로 수배당해 2년 넘게 도피하면서 생활했다. 신새벽서점에서는 당시 필명으로 활동하던 황광우의 책도 판매했는데 수사하는 과정에서 노동조합원들이 신새벽서점에서 황광우의 책을 산 것으로 드러나는 바람에 엉뚱하게 신새벽서점으로 불똥이 튄 것이다.
1991년부터는 민중당에 참여해 활동해다. 이 경험은 그 후 1993년부터 시작한 '진보정당추진위원회' 활동의 기반이 되기도 했다.
1994년부터는 환경 운동에 관심하기 시작해 1995년에 울산 북구에서 최연소 시의원으로 당선 된 후 울산환경운동연합의 정책실장을 지내기도 했고 참여연대 울산지부의 공동대표를 맡기도 하였다.
1998년에는 무소속으로 나와 울산시 북구청장으로 선출돼 '전국 최연소 기초단체장'이란 타이틀을 얻기도 했다.
2004년에 실시된 제17대 총선에서는 울산 북구에 출마해 친박 바람을 등에 업은 후보 윤두환을 7,000여 표 차이로 누르고 승리했다. 그러나 지역구의 현안인 음식물처리시설과 관련해 서명운동에 참여한 것이 2005년 국정감사 기간 중 사전선거운동으로 선관위에 고발돼 2005년 9월 29일 대법원에서 확정판결을 받고 의원직을 박탈당했다. 조승수 측은 이에 대해 '선거운동이 아니라 지역 민심 동향을 파악한 것으로, 뇌물 수수 등의 불법행위가 일체 없었으며 이는 진보당 탄압의 일환'이라 주장하였다. 민주노동당과 동료의원들도 조승수를 구제하려고 탄원하는 운동을 벌였지만 국회의원직은 회복되지 않았다.

### 분당 사태와 진보신당의 창당
조승수의 국회의원직 상실로 울산 북구에서도 재보궐선거가 실시됐다. 보궐선거 후보에는 정갑득이 선출됐다. 당초 민주노동당은 울산 북구민 중 노동자가 다수를 차지한다는 점에서 또다시 재선에 기대했으나 선거를 얼마 앞두지 않고 터진 전국민주노동조합총연맹 수석 부의장 강승규가 비리를 저지른 사건과 이 사건의 여파로 벌어진 전국민주노동조합총연맹 내 정파 분쟁 그리고 이것보다 앞서 터진 민주노동당원이던 동국대학교 사회과학대학 사회학과 교수 강정구의 필화 사건 등 연한 악재 탓에 민주노동당은 울산 북구 재획득에 실패한다. 10월 31일에는 이에 대한 책임을 두고, 결국 대표단 전원이 사퇴하기에 이른다.
이에 민주노동당 내에서는 궐위한 직위를 채우고자 새 지도부 선거가 실시됐다. 새 지도부 선거에는 평등파에게 지지받고 출마한 조승수와 자주파에게 지지받는 문성현 그리고 무당파를 자임한 주대환이 출마해 3파전 양상을 띠었으나 사실상 당내 양대 정파에 지지받은 조승수와 문성현의 양자 구도로 압축되고 있었다. 2006년 1월 20일부터 1월 24일까지 나흘 간 실시된 지도부 선출 투표 결과 조승수는 44.8%를 얻어, 1위인 문성현 (47.6%)와 결선 투표를 치르게 되었다. 2월 6일부터 2월 10일까지 나흘 간 실시된 결선 투표에서도 조승수는 46.38%를 획득해 53.62%를 얻은 문성현에게 패배한다. 이 과정에서 조승수와 문성현을 지지하는 당원들 사이에 당원게시판을 이용해 육두문자가 오가거나 조승수를 음해하는 성질을 띤 글이 난립하는 등 혼탁한 양상을 보였고 이것은 평등파와 자주파 간의 감정의 골이 더욱 깊어지는 계기가 됐다. 이후 조승수는 민주노동당의 정책연구소인 진보정치연구소의 소장을 맡게 된다.
2007년 대선을 앞두고 실시된 당내 경선도, 정파 선거의 형태로 벌어져 결국 당내 양대 정파의 갈등을 심화하게 하는 계기가 됐다. 당시 권영길을 지지했던 자주파와 노회찬을 지지했던 평등파 사이에 노회찬의 과거 경력을 두고 논쟁이 벌어졌던 것이다. 더욱이 경선에서 승리한 권영길이 경선 과정에서 구호로 내건 '코리아연방공화국'안과 '백만민중대회' 등을 두고서도 권영길과 자주파가 당내 정책연구소인 진보정치연구소(소장: 조승수)의 의견을 무시하고 독단으로 내세웠다 하여 젊은 연구원들의 집단으로 하는 반발을 불러오기도 하였다. 이 과정에서 조승수는 레디앙에 기고한 글을 이용해 조선민주주의인민공화국을 '군사왕조집단'이라 지칭해 자주파 최고위원들에게 징계를 요구받기도 하였다.
한편, 대선 직후 패배의 원인을 두고 정파 간 책임 공방이 심화하는 동안 여기저기서 평등파 성향 당원들의 탈당 행렬이 이어졌다. 2008년 1월 8일, 경기도 구리의 지역위원회 전원의 탈당을 시작으로 11일에는 부산 지역 당원 52명이, 21일에는 조현연을 위시한 11명이 추가로 탈당했고 이어 광주·여수 등서도 당원들의 집단 탈당이 이어졌다. 2008년 1월 27일에는 조승수를 중심으로 민주노동당의 전 대변인이었던 김형탁과 함께 선도 탈당한 홍세화, 김혜경, 김석준, 조현연 등이 참가한 '새 진보정당 운동'이 닻을 올리게 된다. 2월 1일에는 결국 조승수와 김형탁도 탈당했다.
이후 종북 주의의 청산을 못박은 심상정의 비상대책위원회 혁신안이 당내 다수파인 자주파에 의해 부결되자 심상정과 노회찬도 조승수의 '새 진보정당 운동'에 참가한다. 이 '새 진보정당 운동'은 창당 과정을 거쳐 진보신당 연대회의로 이어진다.

### 국회의원 재당선
창당 이후, 녹색정치위원회 등에서 활동하던 조승수는 2009년 3월 12일자로 윤두환(울산 북구)의 의원직 상실이 확정되자, 바로 다음날인 13일, 4.29 재보선에 출마할 뜻을 밝힌다. 이에 대항해 민주노동당 측에서는 김창현을 내세워 실지(失地) 회복의 염원을 드러냈다. 진보진영의 후보가 양립할 경우 패배할 수도 있었기에 3월 24일부터 양 당 간 후보단일화 작업이 시작되었다. 양 당 간의 일진일퇴의 협상 끝에 4월 9일, 후보단일화가 합의되었으나 민주노총 조합원 총투표를 둘러싼 양 당 간의 입장차이와 총투표가 선거법을 위반할 수도 있다는 울산 선거관리위원회의 유권해석으로 난관에 부딪힌다. 그러나 4월 11일에 중앙선거관리위원회가 울산 선관위의 유권해석을 번복하는 새로운 유권해석을 내놓아 후보 단일화는 새로운 전기를 맞게 되었다.
지속적인 입장차로 난항을 겪던 후보단일화는 결국 선거를 며칠 앞둔 4월 23일에서야 최종 합의되었고, 4월 25일부터 26일까지 주말동안 진행된 여론조사를 통해 26일 저녁 조승수 후보가 단일 후보로 선출되었다. 재보선 당일, 조승수는 49.2%의 지지를 얻어 자신의 지역구인 울산 북구에서 다시 당선되었다. 한편, 이 선거로 진보신당 연대회의는 원내정당으로 발돋움하는 계기가 되었다.

### 진보대통합 실패와 통합진보당 창당
진보신당 대표를 역임한 조승수는 민주노동당과 진보대통합을 추진했으나 2011년 9월 4일 진보신당 당대회에서 진보통합안이 부결됨으로써 좌절되었다. 이에 조승수는 노회찬, 심상정과 함께 탈당 '새진보통합연대'를 결성하고 민주노동당, 국민참여당과 함께 '통합진보당 건설'에 참가하였다. 2011년 12월 통합진보당 창당 후 2012년 3월 통합진보당으로 울산 남구갑 총선 후보로 출마하였다. 울산 남구갑에서 심규명 민주당 후보와 야권단일화를 시도했으나 경선에서 패배하고 사퇴하였다.

### 울산시장 출마
조승수는 2012년 11월 노회찬, 심상정, 유시민 등과 함께 통합진보당에서 탈당, 정의당 건설에 참여. 2014년 2월 정의당 울산시당 창당 후 울산시당 위원장으로 선출됐다. 이후 2014년 6.4 지방 선거에서 정의당 울산시장 후보로 출마하였으나 2위로 첫 낙선을 경험했다.
애초 울산시장 선거는 새누리당 김기현 후보와 5명의 야당 후보가 경합하는 모양새였다. 하지만 통합진보당 이영순 후보가 중도 사퇴했고, 새정치민주연합의 이상범 후보는 조승수 후보와의 단일화 여론조사에 패해 사퇴했다. 반면 노동당의 이갑용 후보는 끝까지 완주했다.
또한 조승수는 선거운동 기간 동안 시사주간지 시사인을 인용해 상대 후보인 새누리당 김기현 의원이 소유한 건물에 성매매 업소가 있다고 주장했다. 이에 김기현은 "선거용 흑색선전"이라며 법적 조치를 예고했다. 조승수는 이후 TV토론에서도 성매매 업소 입주 의혹을 계속 제기했다. 김기현은 조승수의 무면허 운전, 음주운전 전력을 꼬집었다.
선거 전인 4월 7일, 박유기 전 금속노조 위원장은 조승수를 비롯해 새정치민주연합 이상범, 통합진보당 이영순, 노동당 이갑용 후보 모두 노동운동가 출신이라며 안타까운 마음을 토로하는 글을 쓰기도 했다.
선거 결과 26.43퍼센트를 획득하며 65퍼센트를 득표한 김기현 후보에게 밀려 2위로 낙선했다.

## 학력
- 2009~2011 동국대학교 대학원 북한학과 박사 수료
- 1998~2001 울산대학교 정책대학원 행정학 석사 졸업
- 1981~1996 동국대학교 생명자원경제학 학사 졸업
- 1978~1981 학성고등학교 졸업
- 1975~1978 울산 제일중학교 졸업
- 1969~1975 울산 중앙초등학교 졸업

## 경력
- [진보정당추진위원회] 활동(1993년~1995년)
- [울산참여연대] 공동대표(1995년~1998년)
- 1995. 6. 27. 제1회 전국동시지방선거 당선[울산시의원(염포동), 초선]
- 1998. 6. 4. 제2회 전국동시지방선거 당선(울산광역시 북구청장, 무소속, 초선)
- 제1대 울산광역시 북구청장(민선,1998년 7월~2002년, 무소속)
- 2004. 4. 15. 대한민국 제17대 국회의원 선거 당선(울산 북구, 민주노동당, 초선)
- 제17대 국회의원(울산 북구, 2004년 6월~2005년 9월, 민주노동당)
- 에너지정치센터 대표(2008년~2009년)
- 에너지기후정책연구소 이사장(2009년~)
- 2009. 4. 29. 2009년 대한민국 재보궐선거 당선(제18대 국회의원, 울산 북구, 진보신당, 재선)
- 제18대 국회의원(울산 북구, 2009년 4월~2012년 5월)
- 진보신당 대표(2010년 10월~2011년 10월)
- 동국대학교 사회과학대학원 겸임교수(2013 3월~12월)
- 정의당 경제민주화를 위한 민생본부 공동본부장(2014년 2월~)
- 정의당 울산광역시당 위원장(2014년 2월~ )

## 전과
- 집회및시위에관한법률위반: 징역 1년 - 1983년 4월 26일 선고, 1984년 8월 14일 특별복권[13]
- 국가보안법위반(기타): 징역 1년, 자격정지 1년 - 1987년 7월 30일 선고, 1988년 2월 27일 특별사면복권[13]
- 도로교통법위반(음주운전): 벌금 100만원 - 2003년 6월 4일 선고[13]
- 도로교통법위반(무면허운전): 벌금 100만원 - 2003년 12월 12일 선고[13]
- 공직선거및선거부정방지법위반: 벌금 150만원 - 2004년 12월 30일 선고, 2008년 8월 15일 특별복권[13]

## 수상
- 1996 경제정의실천시민연합 시민상
- 1999 한국청년의 전화 `올해의 청년상' 정치부문
- 2010 ‘제9회 대한민국을 빛낸 21세기 한국인상’ 정치공로부문

## 역대 선거 결과
|  | 30.12% |

|  | 42.46% |

|  | 46.89% |

|  | 49.20% |

|  | 26.43% |

## 같이 보기
- 북구 (울산 선거구)
- 울산 북구의 국회의원
- 울산 북구청장